# Срби у Аустрији
Срби у Аустрији су грађани Аустрије српског порекла и Срби који живе и раде у Аустрији.

## Историја
Након пада Срба под Турке, на простору Аустрије је 1522. године основана Војна крајина сачињена од Срба под непосредном управом бечког цара. Аустријанци су током великог аустро-турског рата (1683—1699) позвали Србе на устанак, а учешће Срба у побуни против Османског царства је проузроковало прву Велику сеобу Срба 1690. Друга Велика сеоба Срба је услиједила 1739. Срби су се у овом времену нашли између двије религије и двије културе представљене у лику двије моћне царевине, аустријске са сједиштем у Бечу и османлијске са сједиштем у Цариграду. Беч је у то вријеме био врло важан центар за све народе који су се налазили на територији царевине, па тако и за Србе.

## Срби у Бечу
Српски академик Медаковић је у својој књизи о Србима у Бечу, приметио да је Беч одувек био космополитски град, али да су сазнања о Србима у њему врло оскудна. У Бечу су живјели и радили многи знаменити Срби, користећи његова преимућства и положај. Шетали су се бечким улицама српски владари и политичари, књижевници и уметници, трговци и чиновници, војници и студенти. Био је Беч или Вијена јединствен културни центар српства можда и понајвише због Вука Караџића и у његовом времену. 
Присуство Срба у Бечу датира од прије 17. вијека. У званичним документима се први пут помињу 1670. године када је цар Леополд I опуномоћио Србе и Јермене да посредују у трговини запада и истока. Послије разбијања опсаде Беча 1683. Срби насељавају дио града изван зидина који је назван Раценфиртел (њем. Ratzenviertel). До већег насељавања долази након прве Велике сеобе Срба 1690. под Арсенијем III Чарнојевићем.
У том времену је цар Леополд I Србима признао слободу вјере и црквену аутономију.
Бечки женски кројач Глигорије Грујић бавио се и књижевним радом. Објавио је мањи прозни спис 1832. године, и спремио календар "Србска Зора" за 1837. и 1838. године.
Корнелије Станковић је 1. марта/20. априла 1861. године приредио у Бечу, у дворани Друштва за музику - концерт. Био је то духовни концерт, током којег се појало "србско православно пјеније". Чист приход од концерта композитор је наменио градњи српске православне цркве у Бечу. Студенти и ђаци који су се школовали у Бечу основали су пре 1866. године Задругу српске омладине "Зору". Она је била део шире "Уједињене омладине српске".
Око 1860. године ту је живело око 500 Срба стално насељених и 1000 на привременом боравку. Најпознатији Срби трговци у Бечу седамдесетих година 19. века били су: Јосиф Јосифовић, Ђока Милићевић, Бајићи и Остојићи.
У Бечу је поред културни радника и интелигенције било и предузимљивих људи. У новосадском српском листу рекламирао се 1897. године извесни Тома Даниловић са својим рестораном. Његова "Прва српска рестеурација" у Бечу, за атрактивним називом "Код белог курјака" налазила се у улици Волфенгасе бр.3, преко пута "грчке цркве". Локал повезан са хотелом, нудио је "српским путницима" српска јела, добру услугу и повољне цене. Истицао је гостољубиви Србин да та "Рестеурација постоји 200 година". Почетком 1898. године Јоца Савић глумац који је до тада био више година директор дворског позоришта у Минхену, позван је у Беч. Примили су га у Бечу за директора тамошњег дворског позоришта. Срби бербери, њих 200 који су радили у Бечу 1900. године на скупштини формирали су "Српску берберску задругу за штедњу". Новац су уложили у "Српску банку" у Загребу. На челу управе задружне био је председник Стеван Илић. Срби у Бечу су 1899. године основали "Српску академску задругу" са циљем да негује вредности (уметничке, драмске, музичке...) и приређује забава. За председника је изабран студент медицине М. Сарделић "Србин католик из Далмације".
Србин, Димитрије Петровић постао је 1901. године директор царске и краљевске ковнице у Бечу. Претходно је био њен поддиректор.
Године 1905. живео је и радио у Бечу, Пера Стојановић српски композитор. Довршио је тада оперу "Тигар", која се спремала за извођење у Пештанској опери. Стојановић је до тада добио три награде за свој рад: прву аустријску државну награду и две Бетовенове. За градњу 14 српских школа у Будимској епархији, 1912. године прилога је дала и "Српска женска задруга" у Бечу.
Према проценама у Бечу живи око 180.000 Срба. У Салцбургу их има око 15.000.

## Црквени летопис
Срби у Бечу су у 18. вијеку за вјерске потребе користили капелу Светог Георгија, а 1726. је подигнута прва црква коју је освештао митрополит карловачки Мојсије Петровић. Храм Светог Георгија је 1842. потпао у надлежност Карловачке митрополије. Због несугласица између Срба, Грка и Цинцара у овој црквеној општини, Марија Терезија је 1776. овај храм уступила Грцима. Ово је условило да се један дио вјерника црквене општине издвоји и оснује нову црквену општину. И једна и друга црквена општина су остале у надлежности Карловачке митрополије. Иницијативу за градњу српског храма је дао патријарх Јосиф Рајачић, који се након покушаја атентата на Франца Јосифа 1853. обратио са молбом да се да дозвола за градњу српске цркве у којој би се Срби молили за његово царско височанство. Одговор на писмо патријарха Рајачића је стигао 7 година касније, тако да је одобрење за градњу прве српске цркве дато 1860.
Срби су се годинама спремали да подигну велику православну цркву у Бечу. Размишљало се да буде налик великој цркви Св. Софији из Цариграда, да се ради по њеном плану. Било је предлога да се најпре подигне црквеноопштински дом, у којем би била импровизована привремена богомоља и отворена школа. Формирана је бечка Српска православна црквена општина 1863. године под председништвом витеза Ђорђа Стојаковића. кренуло се са широком акцијом прикупљања прилога, када се највише потрудио бечки трговац Ђ. Миличевић. До 1866. године скупили су преко 40.000 ф. капитала, јер је ишла камата на главницу, али се није ништа конкретно урадило. Бечка грчка црквена општина је годинама позивала Србе, да се уједине око исте, њихове цркве. Нудили су да исту цркву користе подједнако, и српски учитељ да се унајми за српску децу. Када је председник општине Стојаковић умро, његову функцију је преузео потпредседник Јован Владислав. Овај је слабо радио, па је августа 1866. године изабрана нова Управа, под привременим председништвом дворског саветника Огњеслава Утјешановића. Извршена је ревизија пословања и рачуна и утврђено да фонд садржао око 25.000 ф. капитала. Тада је изабран за стално бечки Црквени одбор, са председником Утјешановићем, и потпредседником Јованом Николићем, док су остали - касир Ђорђе Миличевић, контролор др Северин Завишић и пословођа Јован Славнић. Земљиште за градњу цркве је купљено 1869. на локацији која се налази 300 до 400 метара од дворца Белведере, надомак Рудолфове пијаце ("Рудолфсплац"). У овом дворцу је иначе потписан Тројни пакт, склопљен мир између Аустроугарске и Краљевине Србије и други значајни догађаји. Након куповине земљишта састављен је црквени статут, а градња храма Светог Саве је започета 1890. године Храм је освештан 19. новембра 1893. у присуству цара Франца Јосифа, Бенјамина Калаја и других значајних личности тога доба. Међутим на освећењу није био присутан ниједан српски свештеник, јер је у то доба црква потпала под надлежност буковинске митрополије која је створена по разграничењу Аустрије и Угарске. Први српски свештеник који је дошао у храм 1896. био је парох Михајло Мишић. Цар Франц Јосиф је по други пут овај храм посјетио када је у Бечу преминуо краљ Милан Обреновић, а његово тијело је из цркве испраћено на жељезничку станицу одакле је пребачено у Краљевину Србију. У Бечу постоје још три српске цркве: Црква Успења Пресвете Богородице, Црква Васкрсења Христовог и Стара капела Успења Пресвете Богородице.

## Срби у Грацу
Године 1885. у граду је основано "Друштво за оснивање српске православне црквене општине". Председник Црквене општине у Грацу Нестор пл. Зајц и тајник Радишић (медицинар) су позивали 21. фебруара 1888. године заинтересоване православне свештенике да се јаве и поднесу услове под којим би се настанили у том аустријском граду.

## Познате личности
- Урош Предић, сликар
- Александар Сандић, професор, секретар Вука Караџића
- Константин Јовановић, архитекта
- Борис Подрека, архитекта
- Ђорђе Јоановић, лекар и професор
- Павле Јулинац, историчар
- Вук Стефановић Караџић, филолог, реформатор српског језика, сакупљач народних умотворина и писац првог речника српског језика
- Мина Караџић, сликарка и књижевница
- Паја Јовановић, сликар
- Марко Арнаутовић, фудбалер
- Александар Драговић, фудбалер
- Златко Јунузовић, фудбалер
- Марко Станковић, фудбалер
- Моника Ивкић, певачица
- Едита Маловчић, певачица и глумица
- Светозар Боројевић, фелдмаршал аустроугарске војске
- Арсеније Сечујац, генерал у Хабзбуршкој монархији
- Димитрије Караџић, официр и професор
- Јероним Љубибратић, официр
- Константин Мандровић, публициста
- Лаза Костић, песник
- Паула Прерадовић, писац и песник
- Милутин Дорословац, писац и преводилац
- Арсеније III Црнојевић, пећки патријарх (1674 — 1690), митрополит и патријарх Срба у Аустрији (1690 — 1706)
- Мојсије Путник, митрополит карловачки у периоду од 1781. до 1790. године
- Драгана Станковић, представница Аустрије на избору за Мис света 2016.
- Вјера Рашковић Зец, професорка књижевности, књижевница и рецензенткиња
- Зорица Ђуђић, књижевница, песникиња и текстописац
- Славица Клајн, књижевница и хуманитарац
- Наташа Каталина, ликовна уметница
- Богдан Рошчић, директор Бечке државне опере[20]
- Милодраг Станојевић, потпоручник Југословенске народне армије